# Општина Уријангато (Гванахуато)
Уријангато (шп. Uriangato) општина је у Мексику у савезној држави Гванахуато. Општина се налази на надморској висини од 1810 м.

## Становништво
Према подацима из 2010. у општини је живело 59305 становника.

### Хронологија
| Година       | 2000                  | 2005                  | 2010                  |
| ------------ | --------------------- | --------------------- | --------------------- |
| Становништво | 52931 (25077 / 27854) | 53077 (25128 / 27949) | 59305 (28331 / 30974) |

### Попис
| \| \| м \| \| \| ж \| \| 0—2 \| 1.424 \| \| \| 1.408 \| \| 3—5 \| 1.698 \| \| \| 1.618 \| \| 6—11 \| 3.430 \| \| \| 3.501 \| \| 12—14 \| 1.802 \| \| \| 1.724 \| \| 15—17 \| 1.603 \| \| \| 1.728 \| \| 18—24 \| 3.462 \| \| \| 3.917 \| \| 60+ \| 2.710 \| \| \| 3.128 \| \| Просек : \| 29,4 \| \| \| 30,5 \| |       |  |  |       |
| |       |  |  |       |
| | м     |  |  | ж     |
| 0—2 | 1.424 |  |  | 1.408 |
| 3—5 | 1.698 |  |  | 1.618 |
| 6—11 | 3.430 |  |  | 3.501 |
| 12—14 | 1.802 |  |  | 1.724 |
| 15—17 | 1.603 |  |  | 1.728 |
| 18—24 | 3.462 |  |  | 3.917 |
| 60+ | 2.710 |  |  | 3.128 |
| Просек : | 29,4  |  |  | 30,5  |

| #   | Индикатор                                                                                        | Вредност |
| --- | ------------------------------------------------------------------------------------------------ | -------- |
| 1   | Становништво од 0 до 2 године                                                                    | 2832     |
| 2   | Мушко становништво од 0 до 2 године                                                              | 1424     |
| 3   | Женско становништво од 0 до 2 године                                                             | 1408     |
| 4   | Становништво са 3 и више година                                                                  | 55792    |
| 5   | Мушко становништво са 3 и више година                                                            | 26572    |
| 6   | Женско становништво са 3 и више година                                                           | 29220    |
| 7   | Становништво са 5 и више година                                                                  | 53583    |
| 8   | Мушко становништво са 5 и више година                                                            | 25443    |
| 9   | Женско становништво са 5 и више година                                                           | 28140    |
| 10  | Становништво са 12 и више година                                                                 | 45545    |
| 11  | Мушко становништво са 12 и више година                                                           | 21444    |
| 12  | Женско становништво са 12 и више година                                                          | 24101    |
| 13  | Становништво са 15 и више година                                                                 | 42019    |
| 14  | Мушко становништво са 15 и више година                                                           | 19642    |
| 15  | Женско становништво са 15 и више година                                                          | 22377    |
| 16  | Становништво са 18 и више година                                                                 | 38688    |
| 17  | Мушко становништво са 18 и више година                                                           | 18039    |
| 18  | Женско становништво са 18 и више година                                                          | 20649    |
| 19  | Становништво од 3 до 5 година                                                                    | 3316     |
| 20  | Мушко становништво од 3 до 5 година                                                              | 1698     |
| 21  | Женско становништво од 3 до 5 година                                                             | 1618     |
| 22  | Становништво од 6 до 11 година                                                                   | 6931     |
| 23  | Мушко становништво од 6 до 11 година                                                             | 3430     |
| 24  | Женско становништво од 6 до 11 година                                                            | 3501     |
| 25  | Становништво од 8 до 14 година                                                                   | 8186     |
| 26  | Мушко становништво од 8 до 14 година                                                             | 4088     |
| 27  | Женско становништво од 8 до 14 година                                                            | 4098     |
| 28  | Становништво од 12 до 14 година                                                                  | 3526     |
| 29  | Мушко становништво од 12 до 14 година                                                            | 1802     |
| 30  | Женско становништво од 12 до 14 година                                                           | 1724     |
| 31  | Становништво од 15 до 17 година                                                                  | 3331     |
| 32  | Мушко становништво од 15 до 17 година                                                            | 1603     |
| 33  | Женско становништво од 15 до 17 година                                                           | 1728     |
| 34  | Становништво од 18 до 24 године                                                                  | 7379     |
| 35  | Мушко становништво од 18 до 24 године                                                            | 3462     |
| 36  | Женско становништво од 18 до 24 године                                                           | 3917     |
| 37  | Женско становништво од 15 до 49 година                                                           | 16676    |
| 38  | Становништво са 60 и више година                                                                 | 5838     |
| 39  | Мушко становништво са 60 и више година                                                           | 2710     |
| 40  | Женско становништво са 60 и више година                                                          | 3128     |
| 41  | Однос између мушкараца и жена                                                                    | 91.47    |
| 42  | Становништво од нуле до 14 година                                                                | 16605    |
| 43  | Становништво од 15 до 64 године                                                                  | 37836    |
| 44  | Становништво од 65 година и више                                                                 | 4183     |
| 45  | Просечан број деце                                                                               | 2.39     |
| 46  | Становништво рођено у ентитету                                                                   | 51855    |
| 47  | Мушко становништво рођено у ентитету                                                             | 24613    |
| 48  | Женско становништво рођено у ентитету                                                            | 27242    |
| 49  | Становништво рођено у другом ентитету                                                            | 6037     |
| 50  | Мушко становништво рођено у другом ентитету                                                      | 2976     |
| 51  | Женско становништво рођено у другом ентитету                                                     | 3061     |
| 52  | Становништво од 5 година и више резидентно у ентитету у јуну 2005. године                        | 51486    |
| 53  | Мушко становништво старосног доба од 5 година и више, резидентно у ентитету у јуну 2005. године  | 24182    |
| 54  | Женско становништво старосног доба од 5 и више година, резидентно у ентитету у јуну 2005. године | 27304    |
| 55  | Становништво од 5 година и више које је живело у другом ентитету у јуну 2005. године             | 795      |
| 56  | Мушко становништво старије од 5 година које је живело у другом ентитету у јуну 2005. године      | 379      |
| 57  | Женско становништво старије од 5 година које је живело у другом ентитету у јуну 2005. године     | 416      |
| 58  | Становништво од 3 године и више које говори аутохтони језик                                      | 133      |
| 59  | Мушко становништво старо 3 године и више које говори аутохтони језик                             | 74       |
| 60  | Женско становништво старо 3 године и више које говори аутохтони језик                            | 59       |
| 61  | Становништво од 3 године и више које говори аутохтони језик и не говори шпански језик            | 0        |
| 62  | Мушко становништво старо 3 године и више које говори аутохтони језик и не говори шпански         | 0        |
| 63  | Женско становништво старо 3 године и више које говори аутохтони језик и не говори шпански језик  | 0        |
| 64  | Становништво старо 3 године и више које говори аутохтони језик и шпански                         | 73       |
| 65  | Мушко становништво старо 3 године и више које говори аутохтони језик и шпански                   | 40       |
| 66  | Женско становништво старо 3 године и више које говори аутохтони језик и шпански                  | 33       |
| 67  | Становништво од 5 година и више које говори аутохтони језик                                      | 130      |
| 68  | Становништво од 5 година и више које говори аутохтони језик и не говори шпански језик            | 0        |
| 69  | Становништво од 5 година и више које говори аутохтони језик и говори шпански језик               | 73       |
| 70  | Становништво у домородачким домаћинствима                                                        | 269      |
| 71  | Становништво са ограничењима у активностима                                                      | 2822     |
| 72  | Становништво са ограниченим ходањем или кретањем, горе или доле                                  | 1708     |
| 73  | Становници са ограничењима вида, чак и уз кориштење сочива                                       | 663      |
| 74  | Становништво са ограничењима говора, комуникације или конверзације                               | 182      |
| 75  | Становништво са ограниченим слухом                                                               | 311      |
| 76  | Становништво са ограничењима при одевању, купању или јелу                                        | 106      |
| 77  | Становништво са ограничењима у опажању или учењу једноставних ствари                             | 78       |
| 78  | Становништво са менталним ограничењима                                                           | 293      |
| 79  | Становништво без ограничења активности                                                           | 55509    |
| 80  | Становништво од 3 до 5 година које не похађа школу                                               | 1485     |
| 81  | Мушко становништво од 3 до 5 година које не похађа школу                                         | 767      |
| 82  | Женско становништво од 3 до 5 година које не похађа школу                                        | 718      |
| 83  | Становништво од 6 до 11 година које не похађа школу                                              | 156      |
| 84  | Мушко становништво од 6 до 11 година које не похађа школу                                        | 74       |
| 85  | Женско становништво од 6 до 11 година које не похађа школу                                       | 82       |
| 86  | Становништво од 12 до 14 година које не похађа школу                                             | 415      |
| 87  | Мушко становништво од 12 до 14 година које не похађа школу                                       | 211      |
| 88  | Женско становништво од 12 до 14 година које не похађа школу                                      | 204      |
| 89  | Становништво од 15 до 17 година похађа школу                                                     | 1810     |
| 90  | Мушко становништво од 15 до 17 година похађа школу                                               | 851      |
| 91  | Женско становништво између 15 и 17 година живота у школи                                         | 959      |
| 92  | Становништво од 18 до 24 године похађа школу                                                     | 1351     |
| 93  | Мушко становништво од 18 до 24 године похађа школу                                               | 645      |
| 94  | Женско становништво од 18 до 24 године похађа школу                                              | 706      |
| 95  | Становништво од 8 до 14 година које не може да чита и пише                                       | 155      |
| 96  | Мушко становништво старосног доба од 8 до 14 година које не може да чита и пише                  | 97       |
| 97  | Женско становништво старосног доби од 8 до 14 година које не може да чита и пише                 | 58       |
| 98  | Становништво од 15 година и више које је неписмено                                               | 3234     |
| 99  | Мушко становништво од 15 година и више које је неписмено                                         | 1257     |
| 100 | Женско становништво од 15 година и више које је неписмено                                        | 1977     |
| 101 | Становништво старо 15 и више година без школовања                                                | 3536     |
| 102 | Мушко становништво старо 15 и више година без школовања                                          | 1528     |
| 103 | Женско становништво старо 15 и више година без школовања                                         | 2008     |
| 104 | Становништво старосног доба 15 и више година са непотпуним основним образовањем                  | 9001     |
| 105 | Мушко становништво старосног доба од 15 година и више са непотпуном основним образовањем         | 3919     |
| 106 | Женско становништво старосног доба 15 и више година са непотпуном основним образовањем           | 5082     |
| 107 | Становништво старо 15 и више година са комплетним основним образовањем                           | 11697    |
| 108 | Мушко становништво старо 15 година и више са комплетним основним образовањем                     | 5083     |
| 109 | Женско становништво старо 15 и више година са комплетним основним образовањем                    | 6614     |
| 110 | Становништво старосног доба 15 и више година са непотпуним средњим образовањем                   | 2167     |
| 111 | Мушко становништво старосног доба од 15 година и више са непотпуним средњим образовањем          | 1250     |
| 112 | Женско становништво старосног доба од 15 година и више са непотпуним средњим образовањем         | 917      |
| 113 | Становништво старо 15 и више година са пуним секундарном образовањем                             | 7611     |
| 114 | Мушко становништво старосног доба од 15 година и више са пуним секундарном образовањем           | 3819     |
| 115 | Женско становништво старосног доба од 15 година и више са пуним секундарном образовањем          | 3792     |
| 116 | Становништво старије од 18 година са постосновним образовањем                                    | 6964     |
| 117 | Мушко становништво старије од 18 година са постосновним образовањем                              | 3603     |
| 118 | Женско становништво старије од 18 година са постосновним образовањем                             | 3361     |
| 119 | Просечна оцена школовања                                                                         | 6.8      |
| 120 | Просечан ниво образовања мушке популације                                                        | 7.06     |
| 121 | Просечан ниво образовања женског становништва                                                    | 6.57     |
| 122 | Економски активно становништво                                                                   | 25084    |
| 123 | Економски активна мушка популација                                                               | 16132    |
| 124 | Економски активна женска популација                                                              | 8952     |
| 125 | Становништво које није економски активно                                                         | 20131    |
| 126 | Мушко становништво које није економски активно                                                   | 5079     |
| 127 | Женско становништво које није економски активно                                                  | 15052    |
| 128 | Запослено становништво                                                                           | 23848    |
| 129 | Запослено мушко становништво                                                                     | 15071    |
| 130 | Запослено женско становништво                                                                    | 8777     |
| 131 | Незапослена популација                                                                           | 1236     |
| 132 | Незапослена мушка популација                                                                     | 1061     |
| 133 | Незапослена женска популација                                                                    | 175      |
| 134 | Становништво без права на здравствене услуге                                                     | 25954    |
| 135 | Становништво које има право на здравствене услуге                                                | 32533    |
| 136 | Становништво које има право на ИМСС                                                              | 6868     |
| 137 | Становништво које има право на социјално осигурање                                               | 1827     |
| 138 | Становништво које има право на државно социјално осигурање                                       | 48       |
| 139 | Становништво које има право на опште осигурање или здравствено осигурање за нову генерацију      | 23539    |
| 140 | Становништво које је било једном или није било у браку током 12 година и више                    | 14705    |
| 141 | Венчано или уједињено становништво од 12 година и више                                           | 27120    |
| 142 | Становништво које је било у браку или уједињено 12 година и више                                 | 3604     |
| 143 | Становништво са католичком религијом                                                             | 53930    |
| 144 | Протестанти, еванђелисти и библијски следбеници различити од еванђелиста                         | 2759     |
| 145 | Становништво са другим религијама различитим од претходних                                       | 12       |
| 146 | Становништво без религије                                                                        | 1023     |
| 147 | Укупно пописаних домаћинства                                                                     | 14650    |
| 148 | Пописна домаћинства на челу са мушкарцима                                                        | 11157    |
| 149 | Пописна домаћинства на челу са женама                                                            | 3493     |
| 150 | Становништво у пописним домаћинствима                                                            | 58601    |
| 151 | Становништво у пописним домаћинствима на челу са мушкарцима                                      | 46533    |
| 152 | Становништво у пописним домаћинствима на челу са женама                                          | 12068    |
| 153 | Укупно домаћинстава                                                                              | 20499    |
| 154 | Укупно насељених домаћинстава                                                                    | 14869    |
| 155 | Укупно приватних кућа                                                                            | 20280    |
| 156 | Насељени приватни домови                                                                         | 14650    |
| 157 | Укупно насељених приватних кућа                                                                  | 14865    |
| 158 | Ненасељене приватне куће                                                                         | 4119     |
| 159 | Појединачна домаћинства за привремену употребу                                                   | 1511     |
| 160 | Становници у насељеним приватним кућама                                                          | 58601    |
| 161 | Насељеност станара у приватним становима                                                         | 4        |
| 162 | Просечно становника по соби у приватним насељеним домаћинствима                                  | 1.11     |
| 163 | Појединачна домаћинства са подовима од различитих материјала од земље                            | 14356    |
| 164 | Појединачна домаћинства у приземљу                                                               | 235      |
| 165 | Појединачна домаћинства са једном спаваћом собом                                                 | 4399     |
| 166 | Појединачна домаћинства са две спаваће собе и више                                               | 10181    |
| 167 | Појединачна домаћинства са једним собом                                                          | 439      |
| 168 | Појединачна домаћинства са две собе                                                              | 2614     |
| 169 | Појединачна домаћинства са 3 собе и више                                                         | 11516    |
| 170 | Појединачна домаћинства која имају електрично светло                                             | 14522    |
| 171 | Појединачна домаћинства која немају електрично светло                                            | 83       |
| 172 | Појединачна домаћинства која имају водоводну воду у стамбеном простору                           | 13635    |
| 173 | Појединачна домаћинства која немају водоводну воду у стамбеном простору                          | 952      |
| 174 | Појединачна домаћинства која имају тоалет                                                        | 14208    |
| 175 | Појединачна домаћинства која имају канализацију                                                  | 14041    |
| 176 | Појединачна домаћинства која немају канализацију                                                 | 529      |
| 177 | Појединачна домаћинства која имају електрично светло, довод воде из јавне мреже и канализацију   | 13196    |
| 178 | Појединачна домаћинства без икаквих услова                                                       | 124      |
| 179 | Појединачна домаћинства која имају радио                                                         | 12098    |
| 180 | Појединачна домаћинства која имају телевизор                                                     | 14151    |
| 181 | Појединачна домаћинства која имају фрижидер                                                      | 13229    |
| 182 | Појединачна домаћинства која имају машину за веш                                                 | 11051    |
| 183 | Појединачна домаћинства која имају аутомобил или комби                                           | 5945     |
| 184 | Појединачна домаћинства која имају рачунар                                                       | 2573     |
| 185 | Појединачна домаћинства која имају фиксну телефонску линију                                      | 6441     |
| 186 | Појединачна домаћинства која имају мобилни телефон                                               | 7902     |
| 187 | Појединачна домаћинства која имају приступ интернету                                             | 1540     |